# アグンティーナ (小惑星)
アグンティーナ (744 Aguntina) は小惑星帯に位置する小惑星である。ウィーンでヨーゼフ・レーデンによって発見された。
ノリクムにあったローマ帝国の植民地（現在のオーストリア・リエンツ付近）にちなんで命名された。